# Wojska Lądowe Republiki Białorusi
Wojska Lądowe Republiki Białorusi (biał. Сухапутныя войскі Рэспублікі Беларусь) – jeden z czterech rodzajów Sił Zbrojnych Republiki Białorusi.

## Organizacja Wojsk Lądowych

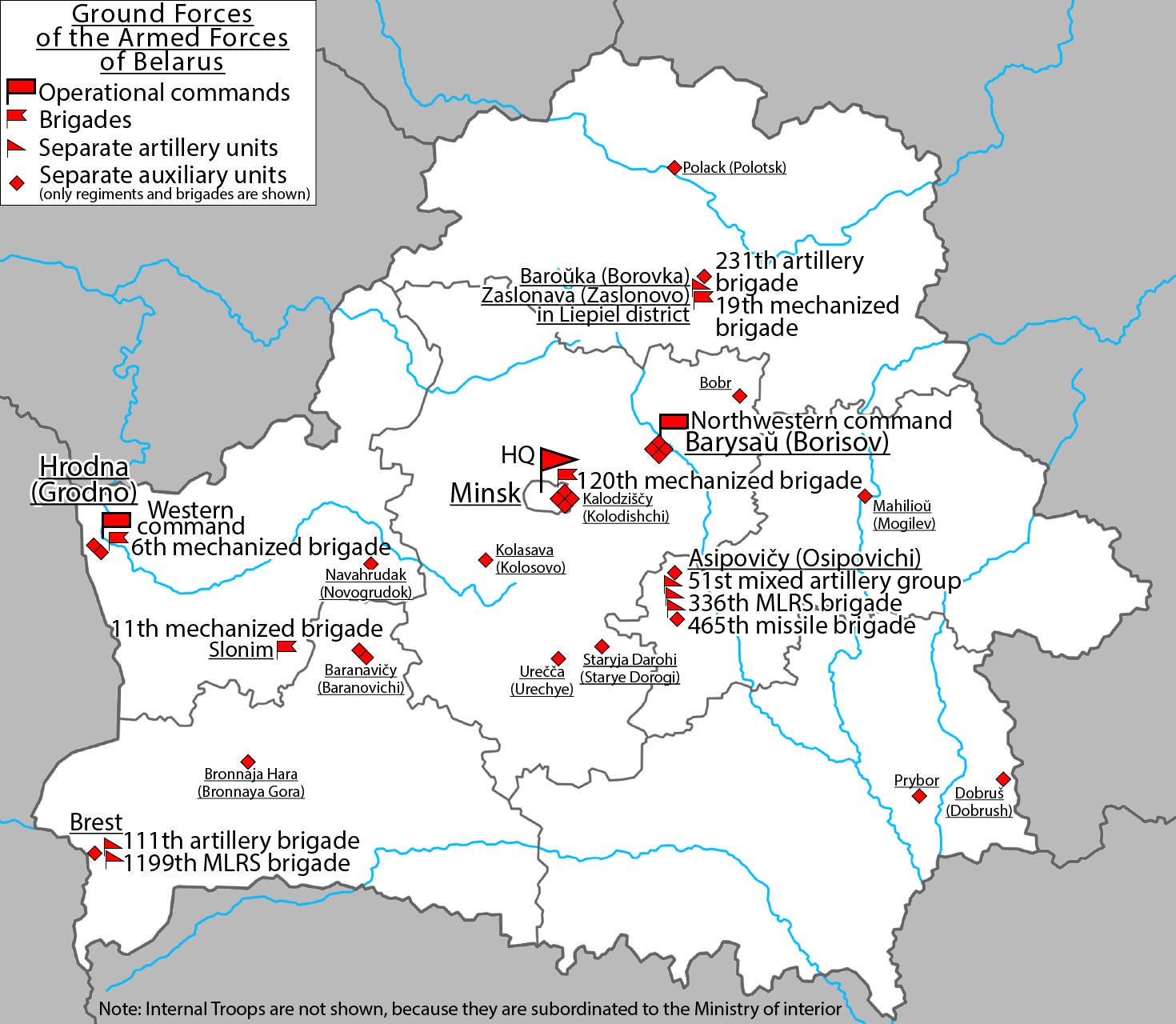
Rozmieszczenie jednostek Wojsk Lądowych Republiki Białorusi

Wojska Lądowe Republiki Białorusi podlegają białoruskiemu Ministerstwu Obrony. Dowództwo Wojsk Lądowych Republiki Białorusi zostało zlikwidowane w 2011 roku. Jednostki sił lądowych podlegają sztabowi generalnemu oraz dwóm dowództwom operacyjnym (Zachodnie Dowództwo Operacyjne i Północno-Zachodnie Dowództwo Operacyjne).

### Sztab Generalny
- 465 Brygada Rakietowa (Osipowicze)
- 336 Brygada Rakietowa (Osipowicze)
- 51 Gwardyjska Brygada Artylerii (Osipowicze)
- 153 Samodzielna Brygada Radiotechniczna Specjalnego Przeznaczenia (Wołożyn)
- 255 Samodzielny Pułk Radiotechniczny Specjalnego Przeznaczenia (Nowogródek)
- 85 Brygada Łączności (Liniowa) (Baranowicze)
- 86 Brygada Łączności (Węzłowa) (Mińsk)
- 127 Gwardyjska Brygada Łączności (Terytorialna) (Baranowicze)
- 2 Brygada Inżynieryjna (Mińsk)
- 188 Gwardyjska Brygada Inżynieryjna (Mohylew)
- 8 Brygada Obrony Przed Bronią Masowego Rażenia (Stare Dorohi)
- 361 Samodzielna Baza Ochrony i Konserwacji (Mińsk)
- 52 Samodzielny Specjalistyczny Batalion Poszukiwawczy (Borówka)[3][4]

### Zachodnie Dowództwo Operacyjne
- 6 Samodzielna Gwardyjska Brygada Zmechanizowana (Grodno)
- 11 Samodzielna Gwardyjska Brygada Zmechanizowana (Słonim)
- 111 Gwardyjska Brygada Artylerii (Brześć)
- 74 Samodzielny Pułk Łączności (Grodno)
- 557 Brygada Inżynieryjna (Grodno)
- 108 Samodzielny Pułk Wsparcia Materiałowego (Nowogródek)
- 250 Samodzielny Batalion Ochrony i Obsługi (Grodno)
- 48 Samodzielny Batalion Walki Radioelektronicznej (Brześć)
- 815 Centrum Obsługi Technicznej (Baranowicze)[3][4]

### Północno-Zachodnie Dowództwo Operacyjne
- 19 Samodzielna Gwardyjska Brygada Zmechanizowana (Zasłonowo)
- 120 Samodzielna Gwardyjska Brygada Zmechanizowana (Mińsk)
- 231 Brygada Artylerii (Borówka)
- 60 Samodzielny Pułk Łączności (Borysów)
- 7 Pułk Inżynieryjny (Borysów)
- 110 Samodzielny Pułk Wsparcia Materiałowego (Borysów)
- 258 Samodzielny Batalion Ochrony i Obsługi (Borysów)
- 10 Samodzielny Batalion Walki Radioelektronicznej (Borysów)
- 814 Centrum Obsługi Technicznej (Borysów)[3][4]

## Uzbrojenie i wyposażenie
Źródło: The Military Balance 2025
| Zdjęcie                          | Nazwa          | Pochodzenie    | Wersja           | Liczba | Opis                                                  |
| Czołgi                           | Czołgi         | Czołgi         | Czołgi           | Czołgi | Czołgi                                                |
| -------------------------------- | -------------- | -------------- | ---------------- | ------ | ----------------------------------------------------- |
|                                  | T-72           | ZSRR · Rosja   | T-72BT-72B3      | 47720  |                                                       |
| Bojowe wozy piechoty             |                |                |                  |        |                                                       |
|                                  | BMP-2          | ZSRR           | BMP-2            | 906    |                                                       |
| Wozy rozpoznawcze                |                |                |                  |        |                                                       |
|                                  | BRM-1          | ZSRR           | BRM-1            | 132    |                                                       |
| Transportery opancerzone         |                |                |                  |        |                                                       |
|                                  | BTR-82         | Rosja          | BTR-82A          | 70     |                                                       |
|                                  | MT-LB          | ZSRR           | MT-LB            | 78     |                                                       |
| Samochody opancerzone            |                |                |                  |        |                                                       |
|                                  | GAZ Tigr       | Rosja          | Lis-PM           |        |                                                       |
|                                  | Volat V1       | Białoruś       |                  |        |                                                       |
| Artyleria samobieżna             |                |                |                  |        |                                                       |
|                                  | 2S1 Goździk    | ZSRR           | 2S1              | 125    | Samobieżna armatohaubica kalibru 122 mm               |
|                                  | 2S3 Akacja     | ZSRR           | 2S3              | 125    | Samobieżna armatohaubica kalibru 152 mm               |
|                                  | 2S5 Hiacynt    | ZSRR           | 2S5              | 107    | Samobieżna armatohaubica kalibru 152 mm               |
| Artyleria holowana               |                |                |                  |        |                                                       |
|                                  | 2A65 Msta-B    | ZSRR           | 2A65             | 108    | Holowana armatohaubica kalibru 152 mm                 |
| Artyleria rakietowa              |                |                |                  |        |                                                       |
|                                  | BM-21 Grad     | ZSRR           | BM-21            | 128    | Wieloprowadnicowa wyrzutnia rakietowa 122 mm          |
|                                  | BM-27 Uragan   | ZSRR           | 9P140            | 36     | Wieloprowadnicowa wyrzutnia rakietowa 220 mm          |
|                                  | BM-30 Smiercz  | Rosja          | 9A52             | 36     | Wieloprowadnicowa wyrzutnia rakietowa 300 mm          |
|                                  | Polonez        | Białoruś       | PolonezPolonez-M | 64     | Wieloprowadnicowa wyrzutnia rakietowa 300 mm          |
| Wyrzutnie pocisków balistycznych |                |                |                  |        |                                                       |
|                                  | 9K720 Iskander | Rosja          | Iskander-M       | 9      | Pocisk balistyczny krótkiego zasięgu (SRBM)           |
| Uzbrojenie przeciwpancerne       |                |                |                  |        |                                                       |
|                                  | 9P148 Konkurs  | ZSRR           | 9P148            | 75     | Wyrzutnia ppk 9K113 na podwoziu BRDM-2                |
|                                  | 9P149 Szturm   | ZSRR           | 9P149            | 85     | Wyrzutnia ppk 9K114 na podwoziu MT-LB                 |
|                                  | 9K111 Fagot    | ZSRR           |                  |        |                                                       |
|                                  | 9K115 Metys    | ZSRR           |                  |        |                                                       |
| Uzbrojenie przeciwlotnicze       |                |                |                  |        |                                                       |
|                                  | 2K22 Tunguska  | ZSRR           |                  |        | Samobieżny zestaw przeciwlotniczy 30 mm               |
|                                  | ZU-23-2        | ZSRR           |                  |        | Armata przeciwlotnicza 23 mm                          |
| Pojazdy inżynieryjne             |                |                |                  |        |                                                       |
|                                  | BAT-2          | ZSRR           |                  |        | Wóz zabezpieczenia technicznego                       |
|                                  | IMR-2          | ZSRR           |                  |        | Wóz zabezpieczenia technicznego                       |
|                                  | BTR-80         | ZSRR           | BREM-KRKhM-4     | 2      | Wóz zabezpieczenia technicznegoWóz rozpoznania skażeń |
|                                  | MTU-20         | ZSRR           | MTU-20           | 20     | Most czołgowy                                         |
|                                  | MTU-55         | Czechosłowacja | MTU-55A          | 4      | Most czołgowy                                         |
|                                  | UR-77          | ZSRR           |                  |        | Samobieżny zestaw rozminowujący                       |
|                                  | BRDM-2         | ZSRR           | BRDM-2RKhB       |        | Wóz rozpoznania biologicznego                         |